# Musée des Beaux-Arts de Morlaix
Le musée des Beaux-Arts de Morlaix, ou musée des Jacobins, est un musée de la ville de Morlaix dans le Finistère en Bretagne.

## Historique
La création du couvent des Jacobins (dits aussi Dominicains) fut autorisé par l’évêque de Tréguier en 1237, mais les premiers moines s'étaient installés à Morlaix en 1235[réf. nécessaire].
Le musée est ouvert en 1887 dans l'ancien couvent des Jacobins (datant du XIIIe siècle) confisqué à la Révolution française. Edmond-Gabriel Puyo (1828-1916), ancien maire de Morlaix, en devient le premier conservateur. En 1933, la fonction incombe à Mme Delangle-Malfilâtre.
Le musée ferme le 20 mai 2019 pour d'importants travaux devant s'étendre jusqu'en 2023 afin de multiplier par trois la surface d'exposition.

## Fréquentation
Pour des raisons techniques, il est temporairement impossible d'afficher le graphique qui aurait dû être présenté ici.

## Collections
Parmi les pièces majeures des collections se trouvent, en peinture ancienne, la Vénus et Adonis de Giovanni Francesco Romanelli, Le Martyre de saint Barthélémy de Sébastien Bourdon, La Mort d'Hector de Joseph-Marie Vien. Pour le XIXe siècle, se remarque le Portrait de madame Andler de Gustave Courbet, le Pardon de Méros de Théophile Deyrolle, le Chemin de Bas-fort-Blanc d'Élodie La Villette, Un grain d'Eugène Boudin et Pluie à Belle-île de Claude Monet.
À sa mort en 1920, le peintre Louis-Marie Baader lègue plus de soixante-dix de ses œuvres au musée. L'établissement fait par ailleurs l'acquisition en 1927 d'un ensemble de dix-neuf toiles et quatre dessins du peintre australien John Peter Russell ayant vécu à Belle-Île-en-Mer. Depuis 1999, il possède en dépôt les décors de Maurice Denis pour sa maison de Perros-Guirec et une huile sur toile de 1906, du peintre Armand Berton, Toilette après le bain.
Outre les peintures, le musée conserve également des pièces d'orfèvrerie, dont un calice du XVIe siècle de Guillaume Floch, orfèvre de la jurande d'orfèvres de Morlaix. L'acquisition de ce calice (ainsi que sa patène et de l'étui en cuir, prix de la vente 25 000 €) a été faite par le biais de subventions et par la première souscription publique mise en place par le musée pour un montant de 2 500 €, en février 2011,.
Le musée gère également la maison à Pondalez, classée aux Monuments historiques, dans la Grande Rue de Morlaix.

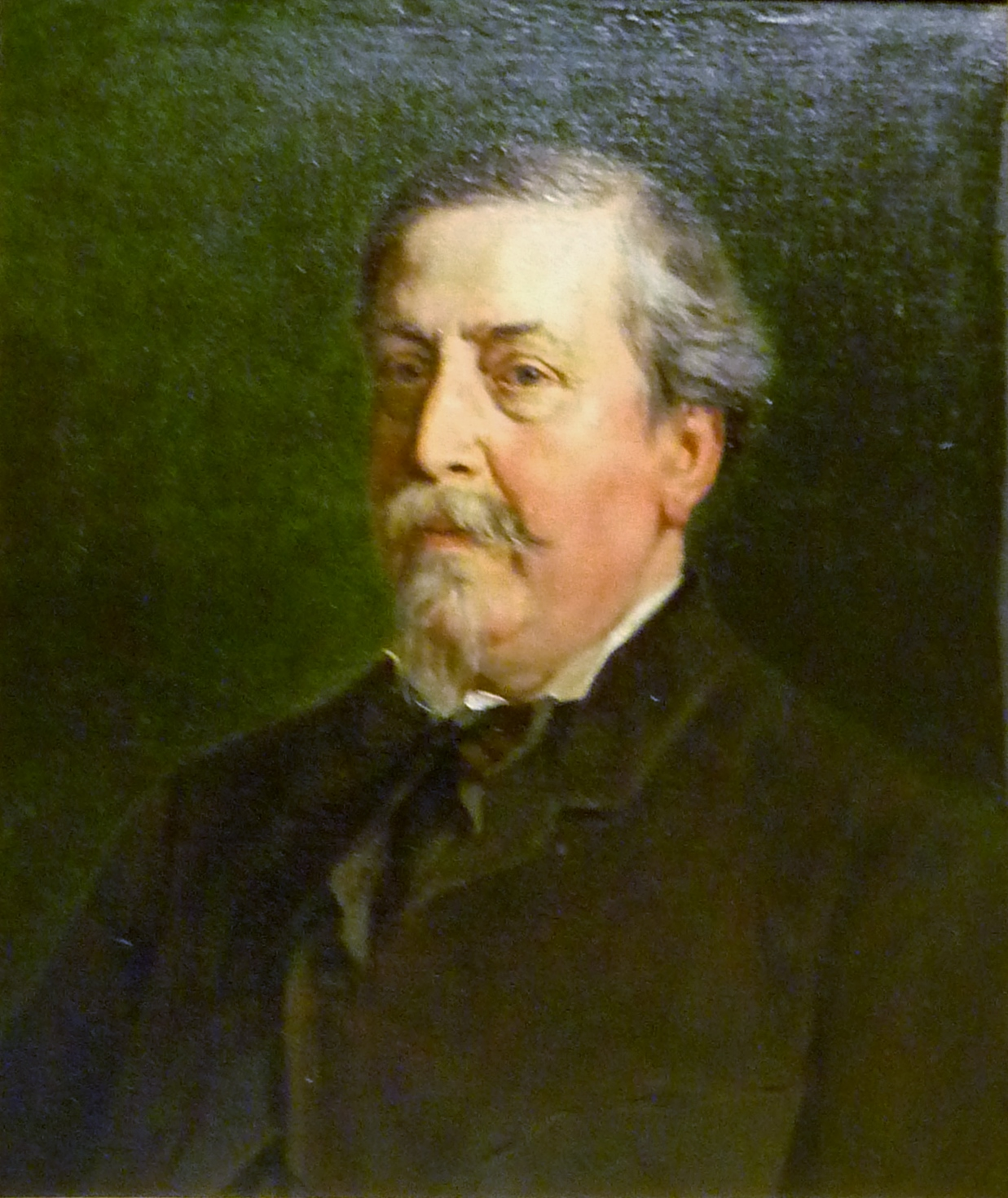
Alexis Douillard : Portrait d'Edmond-Gabriel Puyo
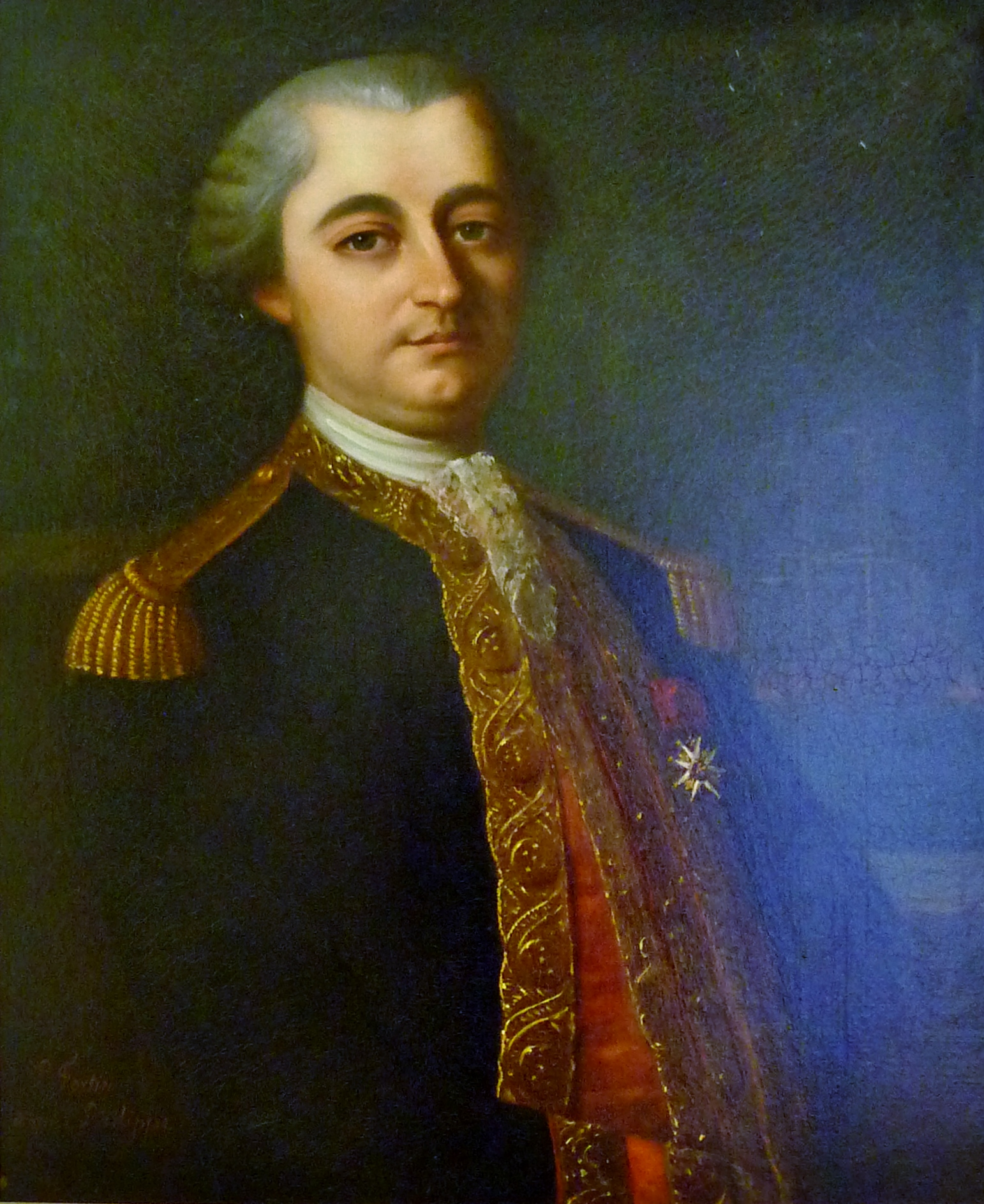
Paul Fortin : Portrait de Cornic
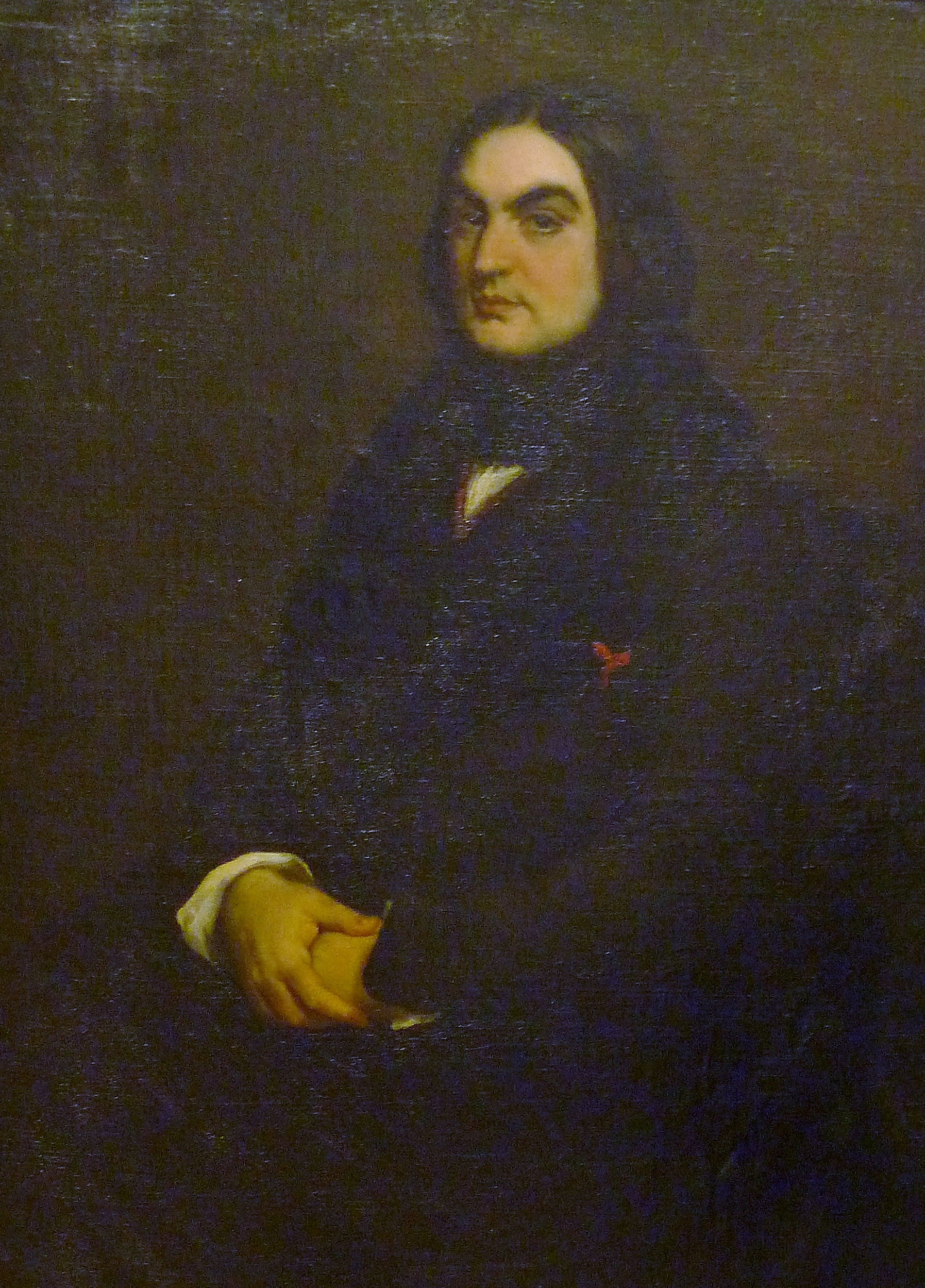
Jean-Hilaire Belloc : Émile Souvestre (1838)
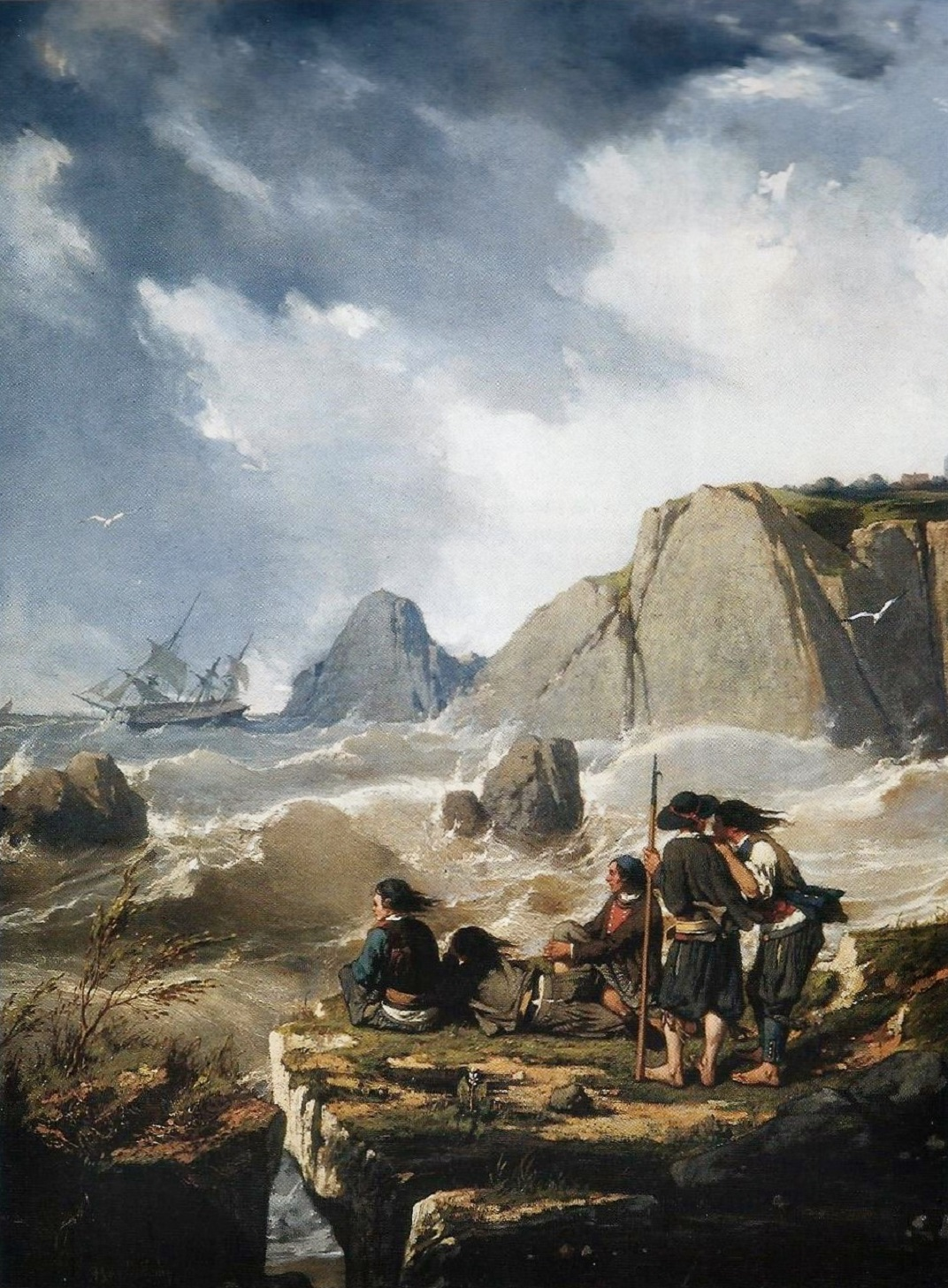
Pierre-Émile Barthélémy : Naufrage sur la côte bretonne (1851).
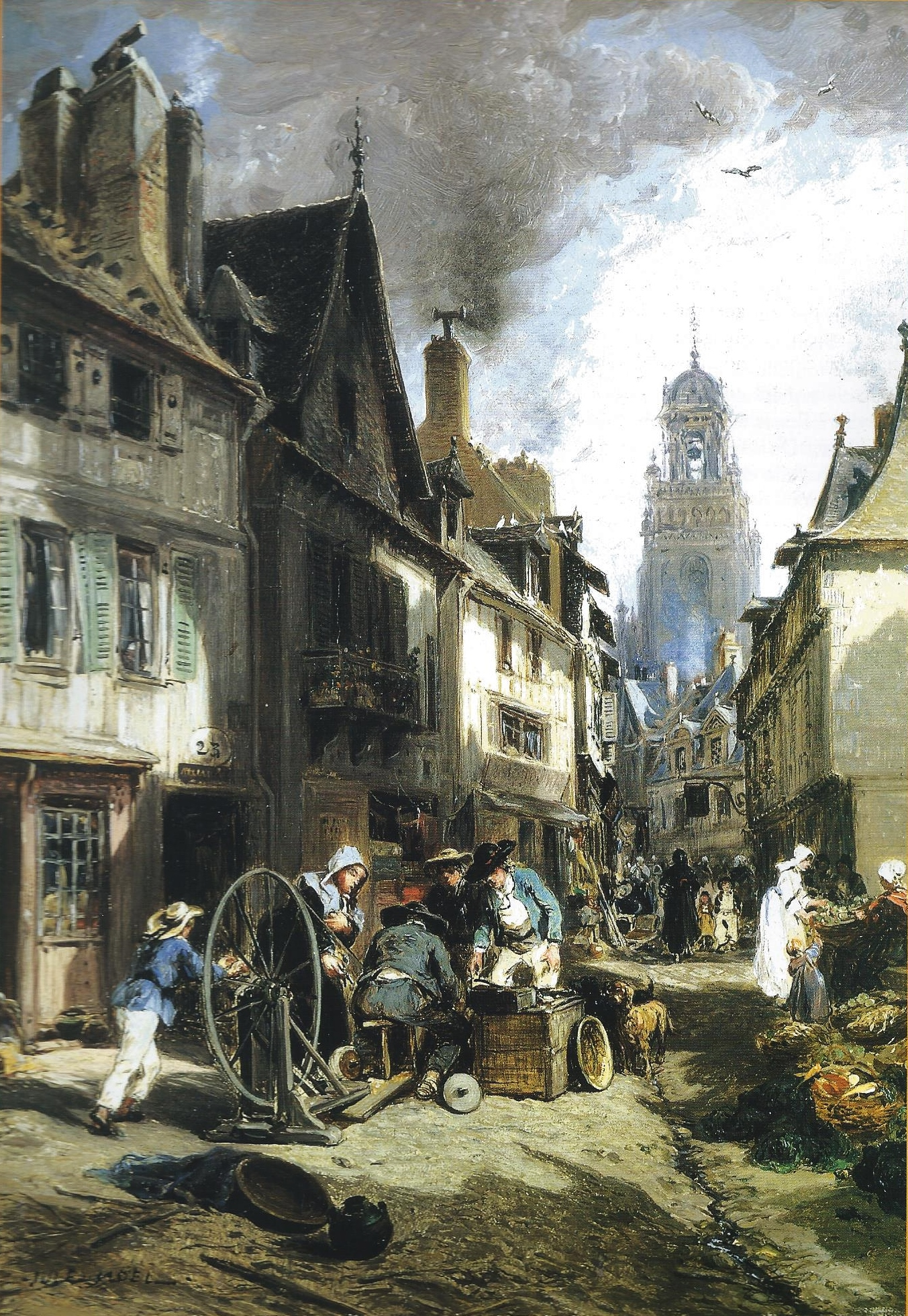
Jules Noël : Le Rémouleur à Morlaix (vers 1869).
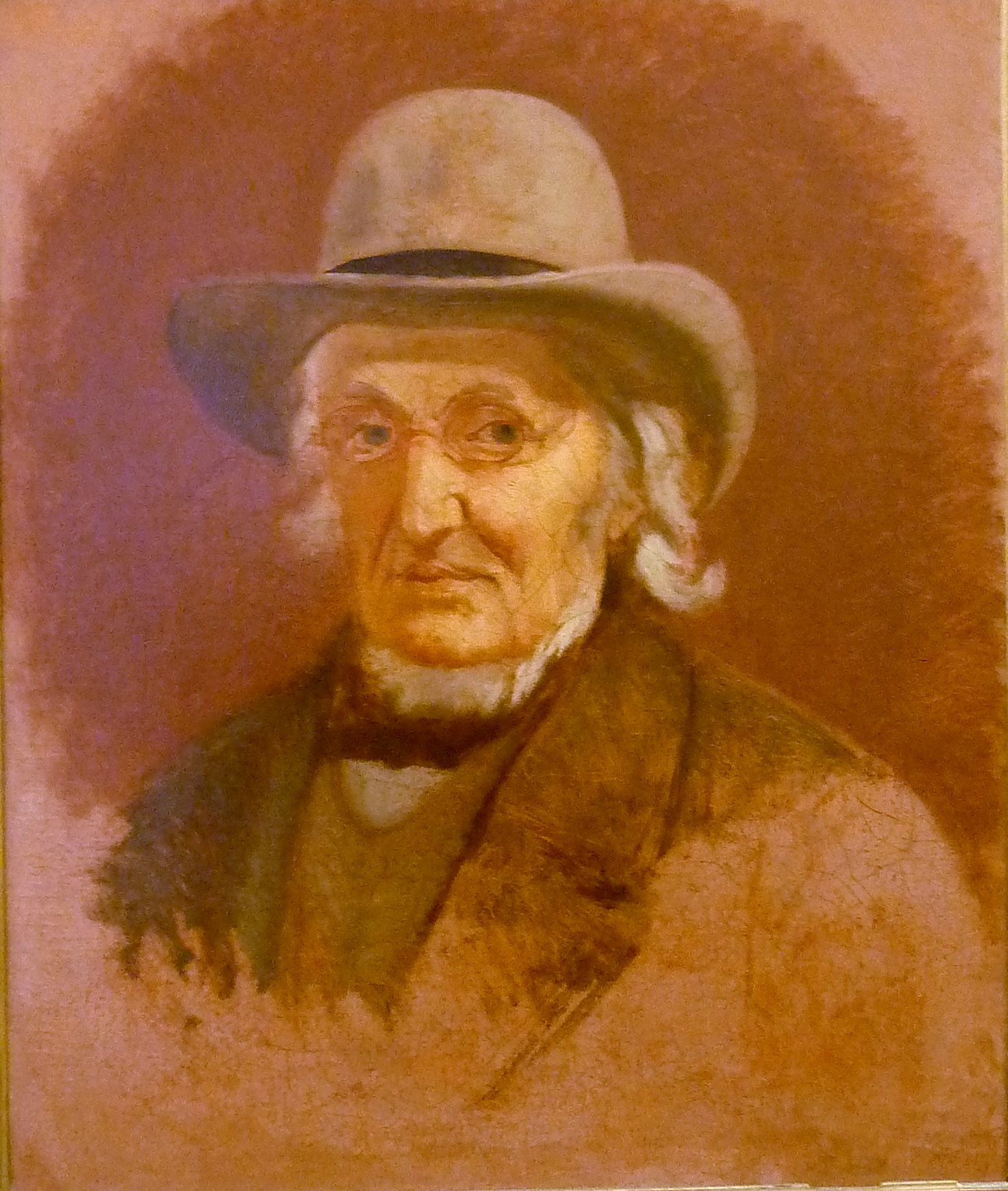
Yan' Dargent : Portrait de Luzel
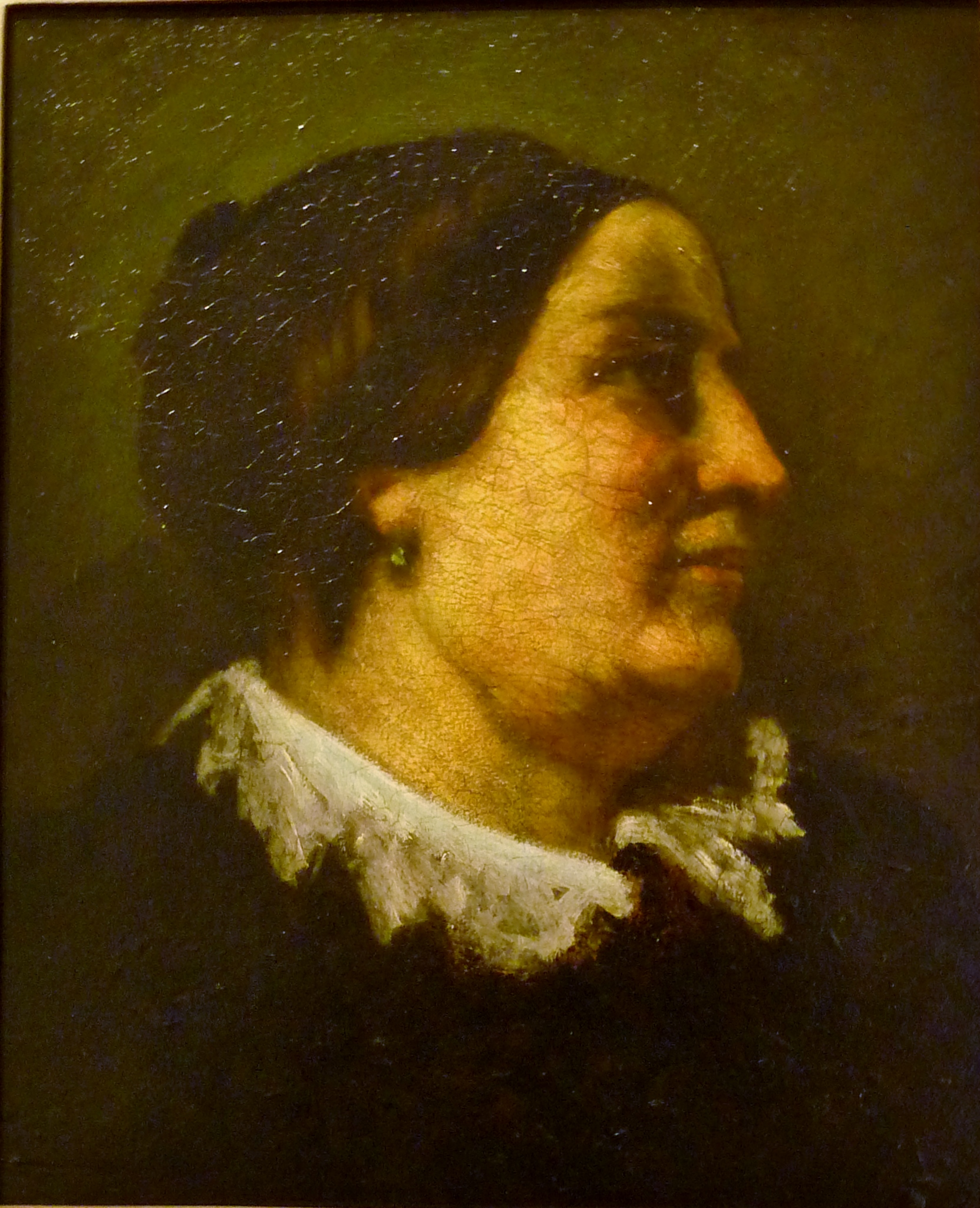
Gustave Courbet : Portrait de Madame Andler ou Portrait de la mère Grégoire 1867[réf. souhaitée])
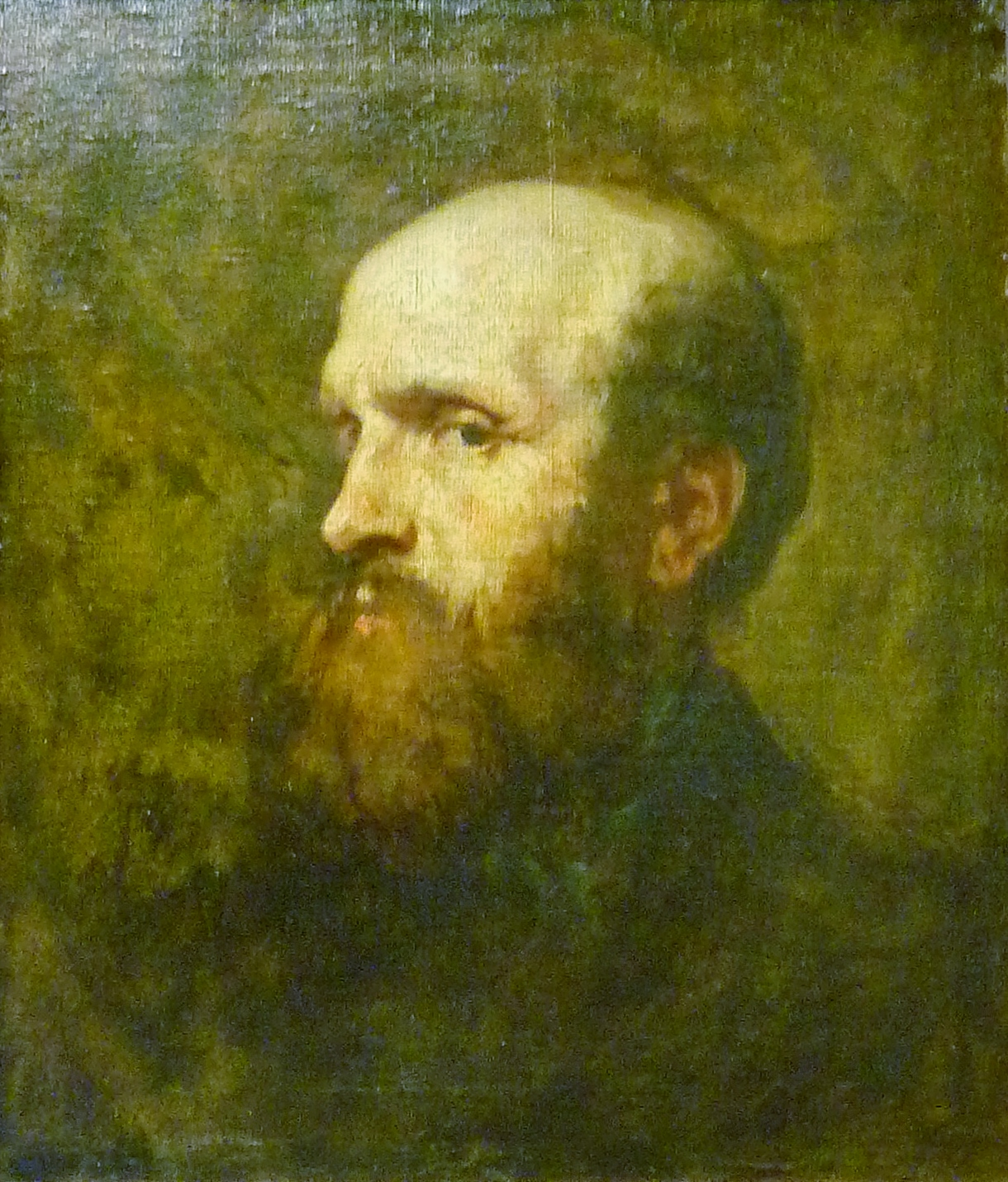
Thomas Couture : Portrait de Michel Bouquet (1879)
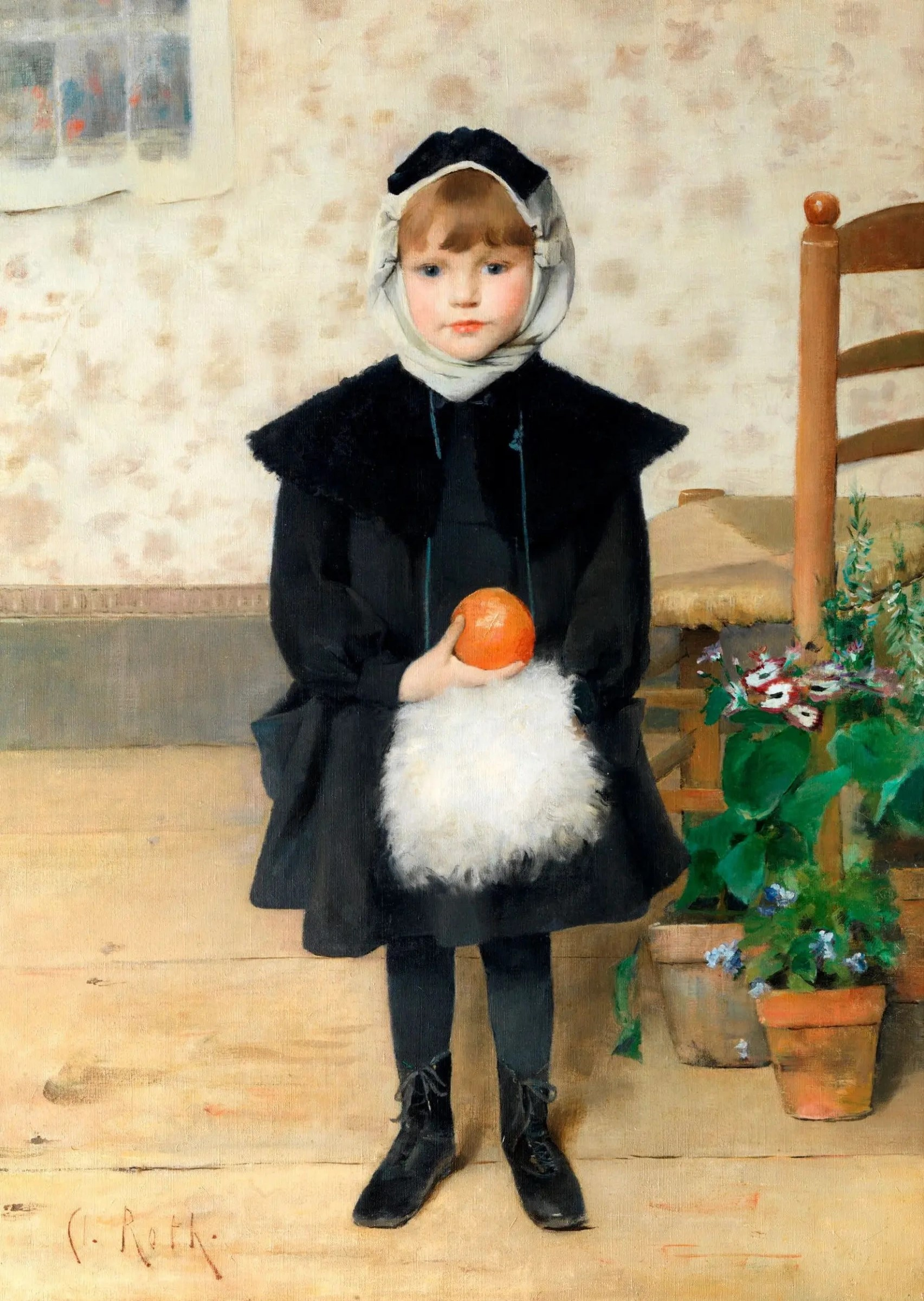
Clémence Roth : Petite Fille tenant une orange (1888)
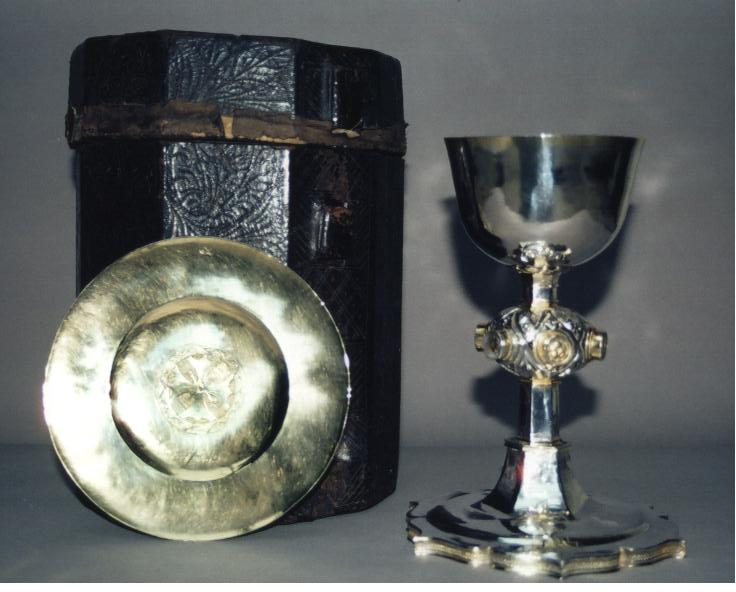
Calice et patène de Guillaume Floch.

Des tableaux de Louis Le Gros (1916-1994), peintre morlaisien pris en otage avec soixante autres personnes en décembre 1943 puis déporté, ont été déposés par son fils au musée.

## Fréquentation
| Année | Entrées gratuites | Entrées payantes | Total  |
| ----- | ----------------- | ---------------- | ------ |
| 2001  | 13 556            | 10 810           | 24 366 |
| 2002  | 13 556            | 10 810           | 24 366 |
| 2003  | 15 157            | 9 928            | 25 085 |
| 2004  | 15 092            | 7 184            | 22 276 |
| 2005  | 14 235            | 8 068            | 22 303 |
| 2006  | 10 426            | 7 410            | 17 836 |
| 2007  | 9 605             | 9 598            | 19 203 |
| 2008  | 17 374            | 17 036           | 34 410 |
| 2009  | 8 819             | 10 038           | 18 857 |
| 2010  | 11 701            | 8 091            | 19 792 |
| 2011  | 9 271             | 9 470            | 18 741 |
| 2012  | 8 832             | 11 537           | 20 369 |
| 2013  | 12 266            | 8 789            | 21 055 |
| 2014  | 8 351             | 17 784           | 26 135 |
| 2015  | 12 912            | 12 104           | 25 016 |
| 2016  | 12 132            | 14 283           | 26 415 |
| 2017  | 4 588             | 13 461           | 18 049 |